# Municipio de Wysox (Pensilvania)
El municipio de Wysox (en inglés: Wysox Township) es un municipio ubicado en el condado de Bradford en el estado estadounidense de Pensilvania. En el año 2000 tenía una población de 1.763 habitantes y una densidad poblacional de 30.3 personas por km².

## Geografía
El municipio de Wysox se encuentra ubicado en las coordenadas 41°47′08″N 76°24′06″O / 41.78556, -76.40167.

## Demografía
Según la Oficina del Censo en 2000 los ingresos medios por hogar en la localidad eran de $37,100 y los ingresos medios por familia eran $42,411. Los hombres tenían unos ingresos medios de $31,439 frente a los $20,792 para las mujeres. La renta per cápita para la localidad era de $19,706. Alrededor del 10,8% de la población estaban por debajo del umbral de pobreza.